# Багерхат (округ)
Багерхат (бенг. বাগেরহাট জেলা, англ. Bagerhat District) — округ на юге Бангладеш, в области Кхулна. Образован в 1984 году. Административный центр — город Багерхат. Площадь округа — 3959 км². По данным переписи 2001 года население округа составляло 1 515 815 человек. Уровень грамотности взрослого населения составлял 44,33 %, что немного выше среднего уровня по Бангладеш (43,1 %). 77,45 % населения округа исповедовало ислам, 22,06 % — индуизм.

## Административно-территориальное деление
Округ состоит из 9 подокругов.
Подокруга (центр)
1. Багерхат-Садар (Багерхат)
2. Читалмари (Читалмари)
3. Факирхат (Факирхат)
4. Качуа (Качуа)
5. Моллахат (Моллахат)
6. Монгла (Монгла)
7. Моррелгандж (Моррелгандж)
8. Рампал (Рампал)
9. Саранкхола (Саранкхола)